# Podestà di Costantinopoli
Il Podestà di Costantinopoli era il funzionario incaricato dei possedimenti veneziani nell'Impero latino e del quartiere veneziano di Costantinopoli durante il XIII secolo. Nominalmente vassallo dell'imperatore latino, il Podestà fungeva da sovrano a pieno titolo, e rispondeva al Doge di Venezia. Il podestà era anche ufficialmente conosciuto come Governatore di un quarto e metà dell'Impero di Romania e aveva il diritto di indossare i coricati cremisi come gli imperatori.

## Storia

### Sfondo
I veneziani sin dalla crisobolla del 1082 dell'imperatore Alessio I Comneno beneficiavano di un proprio quartiere nella capitale bizantina di Costantinopoli. Non è noto come fosse governata quella colonia; molto probabilmente eleggeva i propri anziani locali, ma occasionalmente i consoli inviati da Venezia, o i capitani di passaggio della flotta veneziana, potrebbero aver assunto qualche responsabilità politica.
La posizione veneziana a Costantinopoli fu immensamente rafforzata a seguito della Quarta crociata, in cui la flotta veneziana, e il doge Enrico Dandolo, giocarono un ruolo fondamentale. All'indomani del Sacco di Costantinopoli e dell'instaurazione dell'Impero latino, il doge ottenne per Venezia delle condizioni che la resero di fondamentale importanza all'interno del nuovo stato: la Repubblica rivendicò tre ottavi degli ex possedimenti bizantini, si assicurò il riconoscimento dei privilegi di cui la Repubblica aveva goduto sotto gli imperatori bizantini, ottenne una voce dominante nell'elezione del patriarca latino di Costantinopoli ed elesse il proprio candidato, Baldovino delle Fiandre, come primo imperatore latino. Dandolo stesso rimase a Costantinopoli e ricevette l'altissimo titolo bizantino di Despota. Fino alla sua morte, avvenuta il 29 maggio 1205, all'indomani della disastrosa battaglia di Adrianopoli, rimase il sovrano dei veneziani locali e uno dei più importanti statisti dell'Impero latino.

### Istituzione dell'ufficio

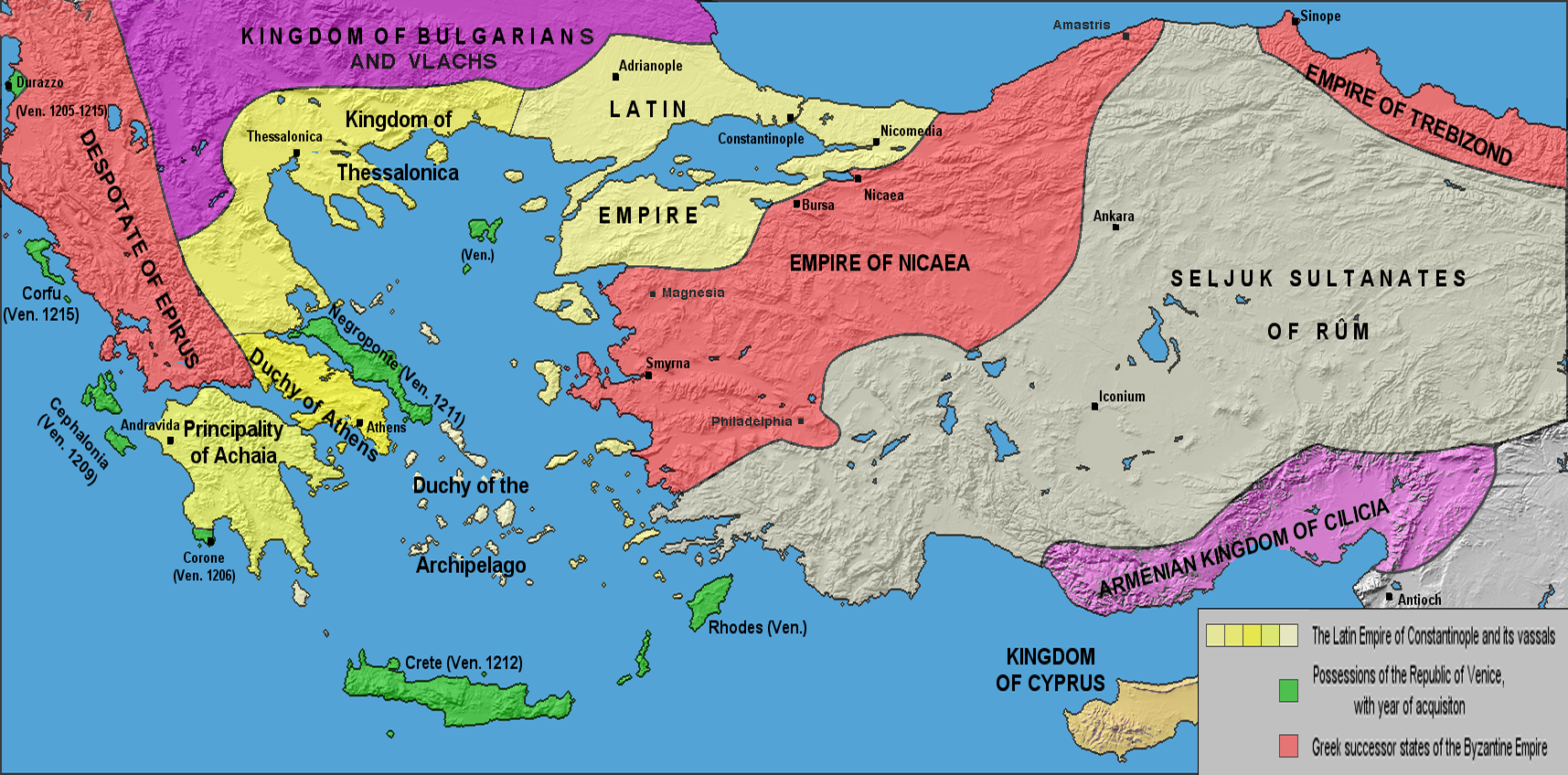
L'Impero latino con i suoi stati vassalli (in giallo), gli stati successori greci dell'Impero bizantino (in rosso) e i possedimenti veneziani (in verde), nel 1214 circa.

Dopo la morte di Dandolo, i Veneziani di Costantinopoli elessero Marino Zeno 'Per Grazia di Dio Podestà e signore di un quarto e mezzo [quarto] di tutto l'Impero di Romania' al posto del Doge. L'uso di titoli così elevati costituiva anche un interesse per l'influenza in ragione del vuoto di potere esistente nell'Impero latino dopo Adrianopoli.
Già nel primo atto del nuovo ufficiale, datato 29 giugno 1205, compare con un proprio consiglio privato, con una composizione simile al consiglio del Doge di Venezia: i giudici (judices communi), i consiglieri (consciliatores), il tesoriere (camerarius), e un magistrato inquirente (avocatorio). Secondo lo storico del XVI secolo Daniele Barbaro, per un po' di tempo dopo la morte di Dandolo si pensò seriamente di trasferire la capitale della Repubblica da Venezia a Costantinopoli. Sebbene con ogni probabilità sia un'invenzione successiva, testimonia la dimensione e l'eminenza raggiunta dalla comunità veneziana a Costantinopoli in questo periodo,, nonché del ruolo dominante che i veneziani giocarono negli affari dell'Impero latino.
Quando Pietro Ziani fu eletto Doge a Venezia per succedere a Dandolo, riconobbe da un lato (a malincuore) a fatto compiuto l'elezione di Zeno e lo confermò nella sua carica, ma dall'altro si mosse anche rapidamente "per ristabilire gli equilibri" tra la città madre e la sua colonia a Costantinopoli. Nella prima di queste azioni, nell'ottobre 1205, Zeno cedette Durazzo, Vagenetia e Corfù, territori appartenenti alla parte veneta dell'Impero di Romania e strategicamente posti all'uscita dell'Adriatico, direttamente a Venezia, sebbene in realtà l'area fosse detenuta dal sovrano greco dell'Epiro, Michele I Comneno Doukas che i veneziani riconobbero come vassallo di Venezia nel 1210. Più o meno nello stesso periodo, Ziani emanò un decreto che permetteva a qualsiasi cittadino veneziano o alleato di occupare e governare privatamente qualsiasi territorio precedentemente bizantino, con il diritto di passare questo possesso ai propri discendenti. Questo decreto aggirava di fatto il Podestà come capo nominale dei veneziani nell'Impero latino: uomini come il veneziano Marco Sanudo, che fondò il ducato di Nasso, furono così subordinati direttamente all'imperatore latino.
Dopo il 1207, il titolo 'Signore di un quarto e mezzo dell'Impero di Romania' (dominator quartae partis et dimidiae Imperii Romaniae) fu applicato al Doge piuttosto che al Podestà, il quale divenne semplicemente 'il Podestà dei Veneziani a Costantinopoli' (in Constantinopoli Venetorum Potestas). I Dogi mantennero tale titolo fino al Trattato di Zara del 1358 e, sebbene alcuni Podestà lo usassero, era solo in qualità di rappresentante del Doge.

### Posizione all'interno dell'Impero latino
Sulla base di un accordo concluso nell'ottobre 1205, il Podestà e i suoi consiglieri (consiliarii) facevano parte del consiglio esecutivo (consilium) dell'Impero latino, che era responsabile delle questioni di difesa e di politica estera, oltre a giudicare le controversie tra l'imperatore e i suoi feudatari, insieme all'imperatore e ai "magnati franchi" (magnates Francigenarum). Tuttavia, la posizione veneziana era ambigua: come spiega Filip Van Tricht, Venezia era "allo stesso tempo uno stato indipendente e un partner feudale dell'Impero". Il Podestà condusse quindi le proprie trattative e stipulò accordi commerciali con i sovrani vicini, sebbene tale indipendenza non si estendesse ad altri ambiti della politica estera, e gli accordi commerciali sembrano essere stati ampiamente allineati alla politica perseguita dal Impero latino all'epoca.
La tensione tra Venezia e l'imperatore risulta evidente nei frequenti tentativi da parte degli imperatori e dei potenti baroni dell'Impero latino di intromettersi nelle giurisdizioni nominalmente veneziane e di limitare e persino sopprimere le pretese e i diritti veneziani derivanti dai trattati fondatori dell'Impero del 1204-1205. Questa tendenza sorse molto rapidamente: già nel 1208 il consiglio esecutivo stipulato nel 1205 aveva cessato di svolgere il ruolo previsto e l'imperatore cessò di coinvolgere nelle sue decisioni il Podestà o i Veneziani. Questa evoluzione fu favorita da un lato dalla stabilizzazione della situazione militare dell'Impero dopo i suoi catastrofici primi anni, e dall'altro dalla relativa debolezza del Podestà e dei suoi consiglieri, dati i loro brevi e circoscritti incarichi, nei confronti dell'imperatore e dei suoi baroni.

### Abolizione e conseguenze
Nel 1261, quando Costantinopoli fu riconquistata dai Bizantini sotto Michele VIII Paleologo, la carica di Podestà cessò di esistere e i Veneziani furono espulsi dalla città. Nel Trattato del 1265/1268 con Paleologo, in base al quale i veneziani potevano tornare, e nei trattati successivi, la colonia veneziana in città fu da allora guidata da un funzionario detto il Bailo (baiulus o rector).

## Elenco dei Podestà conosciuti
- Marino Zeno, 1205-1207[24]
- Ottaviano Quirino, 1209 circa[24]
- Marino Dandolo, data sconosciuta, ma probabilmente tra Quirino e Tiepolo[24]
- Jacopo Tiepolo, nel 1219-1220/21; durante il suo mandato concluse un trattato con l'Impero di Nicea e ricevette il titolo di Despota.[25]
- Marino Michiel, 1221[26]
- Marino Storlato, 1222-1223[26]
- Jacopo Tiepolo (2º mandato), 1224[26]
- Teofilo Zeno, prima del settembre 1228[27]
- Giovanni Quirino, nel settembre 1228[27]
- R. Quirino, nel maggio 1229[27]
- Teofilo Zeno (2º mandato), nel 1235, forse fino al 1238[27]
- Albertino Morosini, nel 1238[28]
- Giovanni Michiel, 1240-1241; nel 1241 guidò una flotta veneziana che sconfisse una più grande flotta di Nicea.[28]
- Egidio Quirino, nell'aprile 1247[28]
- Jacopo Dolfin, nel 1256[29]
- Marco Gradenigo, 1259-1261[29]